# Xã Freeman, Quận Pope, Arkansas
Xã Freeman (tiếng Anh: Freeman Township) là một xã thuộc quận Pope, tiểu bang Arkansas, Hoa Kỳ. Năm 2010, dân số của xã này là 102 người.